# Glitter (film)
Glitter – amerykański film muzyczny z 2001 roku.

## Obsada
- Mariah Carey – Billie Frank
- Max Beesley – Julian „Dice” Blac
- Terrence Howard – Timothy Walker
- Valarie Pettiford – Lillian Frank
- Ann Magnuson – Kelly
- Dorian Harewood – Guy Richardson